# طبیعی (ترانه ایمجین درگنز)
«طبیعی» (به انگلیسی: Natural) ترانه‌ای از گروه موسیقی پاپ راک آمریکایی ایمجین درگنز است. این ترانه در ۱۷ ژوئیه ۲۰۱۸ به‌عنوان تک‌آهنگ لید چهارمین آلبوم استودیویی گروه سرچشمه‌ها (۲۰۱۸) توسط اینترسکوپ رکوردز منتشر شد. این پنجمین ترانه رتبه یک گروه در هات راک سانگ ایالات متحده است.